# Lubbon
Lubbon település Franciaországban, Landes megyében. Lakosainak száma 80 fő (2022. január 1.). Lubbon Arx, Baudignan, Losse, Rimbez-et-Baudiets, Allons, Boussès és Houeillès községekkel határos.

## Népesség
A település népességének változása:
| Lakosok száma | 125  | 95   | 99   | 102  | 107  | 109  | 104  | 86   | 84   | 80   |
|               | 1968 | 1982 | 1990 | 2006 | 2013 | 2015 | 2017 | 2019 | 2020 | 2022 |